# Намештена соба
Намештена соба је југословенска телевизијска драма из 1993. године. Режирао ју је Милан Николић, а сценарио је написао Александар Поповић.

## Улоге
| Глумац              | Улога |
| ------------------- | ----- |
| Данијела Михајловић |       |
| Слободан Ћустић     |       |
| Анита Манчић        |       |